# 古拉布普拉
古拉布普拉（Gulabpura），是印度拉贾斯坦邦Bhilwara县的一个城镇。总人口24349（2001年）。

## 人口
该地2001年总人口24349人，其中男性13209人，女性11140人；0—6岁人口3711人，其中男1983人，女1728人；识字率70.29%，其中男性为79.50%，女性为59.36%。